# František Schildberger
František Schildberger (* 15. prosince 1952 Brno) je český básník, publicista a vysokoškolský pedagog.

## Studium a první zaměstnání
Vystudoval gymnázium v Brně a po maturitě archivnictví a historii na Filozofické fakultě UJEP v Brně. Poté, co byl ze zdravotních důvodů propuštěn z vojenské služby, působil (v letech 1978–1984) jako redaktor nakladatelství Kruh v Hradci Králové. Zde redigoval především vlastivědnou a historickou literaturu. Ve druhé polovině osmdesátých let 20. století pracoval krátce jako metodik Státní knihovny v Praze a redaktor literárního vysílání brněnské pobočky Československého rozhlasu. Od začátku roku 1986 si zvolil svobodné povolání.

## Publicista a vysokoškolský pedagog
Od února 1990 do července 1994 byl členem brněnské redakce Lidových novin. Od roku 1994 přednášel (zejména praktickou žurnalistiku a sociální doktrínu katolické církve) na řadě vysokých škol v ČR (na Teologické fakultě Jihočeské univerzity v Českých Budějovicích, později též na Cyrilometodějské teologické fakultě a na Filozofické fakultě UP v Olomouci, Fakultě sociálních věd Univerzity Karlovy v Praze, na Filozofické fakultě MU a Fakultě sociálních studií MU v Brně, na Univerzitě Jana Amose Komenského v Praze a Pedagogické fakultě MU v Brně). V letech 1995–2000 byl politickým komentátorem Radia Proglas. Jeho každodenní ranní komentáře k aktuálnímu domácímu a zahraničnímu dění vysílala tato stanice 5 let. Část komentářů shrnul do knižních výborů 1996: komentáře pro Radio Proglas (1997) a Nemocný svět (1998). Od roku 2004 je šéfredaktorem a patří i k hlavním autorům internetového serveru Skleněný kostel.

## Veřejné působení
V letech 1990–1995 byl členem Rady Obce moravskoslezských spisovatelů, v letech 1997–2000 byl členem Rady České televize a v letech 2000–2001 členem Rady pro rozhlasové a televizní vysílání. V roce 2000 kandidoval na zástupce veřejného ochránce práv.

## Literární tvorba
První básně uveřejnil roku 1974 v časopise Universitas a v Brněnském večerníku, poté otiskoval verše, fejetony, glosy, divadelní a zejména recenze české básnické produkce v Rovnosti, Pochodni (Hradec Králové), Lidové demokracii, Literárním měsíčníku, Tvorbě, Štafetě, Mladém světě, Slovenských pohľadech (Bratislava), Scéně, Nových knihách, Zemědělských novinách, Svobodném slovu, Ostravském kulturním měsíčníku, Dramatickém umění, Rozhlasu a v Programu Státního divadla v Brně, po roce 1989 v Lidových novinách (mj. v jejich brněnské příloze Moravské listy), Katolickém týdeníku, Tvaru, Literárních novinách, ROKu, Duze, Listu pro literaturu, Světle, Veronice, Rovnosti aj. V 80. letech psal pro Československý rozhlas v Brně literární pořady (mj. cyklus Příběhy z dějin českého básnického překladu, 1989), byla mu zde rovněž uvedena rozhlasová hra Na pastvě (1989, pod pseudonymem Josef Popelář). Pro Československou televizi napsal scénář k publicistickému cyklu Moravo, Moravo (1992), později se autorsky podílel na několika pořadech z cyklů Cesty víry a Sváteční slovo. Spolupracuje rovněž s Českým rozhlasem, zejména formou recenzí literárních prací. V současné době pro něj hlavní publikační formu představuje v publicistice internet (je šéfredaktorem křesťanského internetového magazínu) a pro básnickou tvorbu autorská čtení.